# Liberty (condado de Vernon, Wisconsin)
Liberty es un pueblo ubicado en el condado de Vernon en el estado estadounidense de Wisconsin. En el censo de 2010 tenía una población de 252 habitantes y una densidad poblacional de 4,22 personas por km².

## Geografía
Liberty se encuentra ubicado en las coordenadas 43°32′00″N 90°43′24″O / 43.53333, -90.72333. Según la Oficina del Censo de los Estados Unidos, Liberty tiene una superficie total de 59.76 km², de la cual 59.61 km² corresponden a tierra firme y (0.26%) 0.15 km² es agua.

## Demografía
Según el censo de 2010, había 252 personas residiendo en Liberty. La densidad de población era de 4,22 hab./km². De los 252 habitantes, Liberty estaba compuesto por el 98.41% blancos, el 0% eran afroamericanos, el 0% eran amerindios, el 0.4% eran asiáticos, el 0% eran isleños del Pacífico, el 0% eran de otras razas y el 1.19% pertenecían a dos o más razas. Del total de la población el 0.4% eran hispanos o latinos de cualquier raza.